# August 1989
Acest articol este generat integral pe baza informațiilor din articolul 1989 și este actualizat periodic de un robot.
 Editările făcute în articol vor fi șterse la următoarea actualizare! Dacă doriți să faceți modificări, editați articolul-sursă.

ianuarie -
februarie -
martie -
aprilie -
mai -
iunie -
iulie -
august -
septembrie -
octombrie -
noiembrie -
decembrie
August 1989 a fost a opta lună a anului și a început într-o zi de marți.

## Evenimente
- 19 august: Președintele polonez Wojciech Jaruzelski nominalizează în funcția de prim-ministru pe Tadeusz Mazowiecki, activist al sindicatului Solidaritatea, primul premier necomunist în 42 de ani.
- 25 august: Voyager 2 traversează planeta Neptun și satelitul său Triton.

## Nașteri
- 1 august: Malcolm Armstead, baschetbalist american
- 3 august: Jules Bianchi (Jules Lucien André Bianchi), pilot francez de Formula 1 (d. 2015)
- 5 august: Alexandru Ioniță, fotbalist român (atacant)
- 5 august: Ermir Limon Lenjani, fotbalist albanez
- 5 august: Claudia Pop, baschetbalistă română
- 6 august: Anita Cifra, handbalistă maghiară
- 10 august: Ben Sahar, fotbalist israelian (atacant)
- 11 august: Úrsula Corberó, actriță spaniolă
- 12 august: Tom Cleverley (Thomas William Cleverley), fotbalist englez
- 13 august: Tomáš Necid, fotbalist ceh (atacant)
- 14 august: Ander Herrera (Ander Herrera Agüera), fotbalist spaniol
- 14 august: Luis Hernández Rodríguez, fotbalist spaniol
- 15 august: Joe Jonas, muzician, cântăreț și actor american (Jonas Brothers)
- 15 august: Mario Kirev, fotbalist bulgar (portar)
- 16 august: Katarzyna Pawłowska, ciclistă poloneză
- 16 august: Moussa Sissoko, fotbalist francez
- 18 august: Nneka Onyejekwe, voleibalistă română
- 18 august: Ana Dabović, baschetbalistă sârbă
- 21 august: Laura Chiper, handbalistă română
- 21 august: Valentin Lazăr (Valentin Marius Lazăr), fotbalist român
- 21 august: Hayden Panettiere (Hayden Lesley Panettiere), actriță și cântăreață americană
- 21 august: Aleix Vidal (Aleix Vidal Parreu), fotbalist spaniol
- 22 august: Giacomo Bonaventura, fotbalist italian
- 23 august: Victor Chironda, activist civic din Republica Moldova
- 25 august: Romario Kortzorg, fotbalist neerlandez (atacant)
- 26 august: James Harden (James Edward Harden Jr.), baschetbalist american
- 28 august: César Azpilicueta (César Azpilicueta Tanco), fotbalist spaniol
- 28 august: Valtteri Bottas, pilot finlandez de Formula 1
- 29 august: Radu Barbu (Radu Marius Barbu), fotbalist român
- 30 august: Bebe Rexha (Bleta Rexha), cântăreață, producătoare și compozitoare americană de etnie albaneză
- 30 august: Billy Joe Saunders, boxer britanic

## Decese
Brian Naylor, 66 ani, pilot britanic de Formula 1 (n. 1923)
William Bradford Shockley, 79 ani, fizician și inventator american de origine britanică, laureat al Premiului Nobel (1956), (n. 1910)
Aleksandr Sergheevici Iakovlev, 83 ani, constructor sovietic de avioane (n. 1906)
Irving Stone (n. Irving Tennenbaum), 86 ani, scriitor american (n. 1903)
Michele Cascella, 96 ani, pictor italian (n. 1892)